# Reinberger Linde
Die Reinberger Linde ist eine Winterlinde an der Dorfkirche in Reinberg im Landkreis Vorpommern-Rügen.

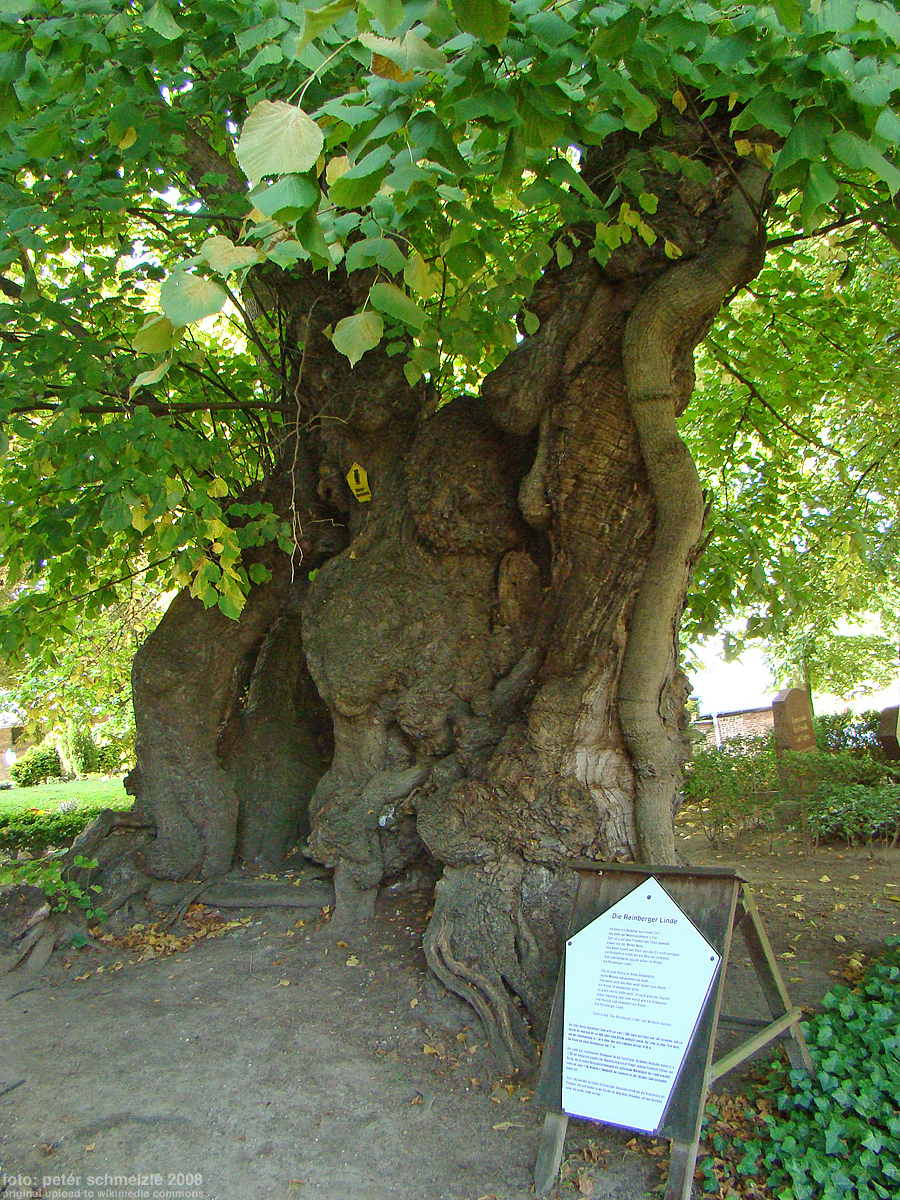
Stamm der Reinberger Linde

Die Linde auf einem Bild von 1905

Das Alter der als Naturdenkmal ausgewiesenen Linde wird auf etwa 800 bis 1000 Jahre geschätzt. Bei der Annahme einer Tausendjährigen Linde wäre der Baum wesentlich älter als die benachbarte historische Dorfkirche. Der Baum hat eine Höhe von etwa 19 Metern und einen Kronendurchmesser von etwa 17 Metern. Der Stammumfang beträgt in 1,30 Metern Höhe 10,80 Meter.
Nach einem Senatsbeschluss wurden ab 1782 die zuvor in der Kirche vor dem Altar beigesetzten Prediger unter der Linde beerdigt. Die Linde wurde 1795 in den Reiseaufzeichnungen des Johann Friedrich Zöllner erwähnt. Er schrieb: „Auf der Hälfte des Weges hielten wir in dem Dorfe Reinberg an, um eine dicke Merkwürdigkeit zu besehen; dies ist eine Linde auf dem Kirchhofe, die unten am Stamme 37 ½ Fuß im Umfange hat, und eben sowohl inwendig als auswendig grünt. Sie ist nämlich ganz ausgehöhlt, und die Rinde hat sich da, wo sie geborsten ist, nicht nur einwärts gekrümmt, sondern auch junge Äste getrieben. Sie bildet ordentlich zwei Cabinette, in deren jedem sich etliche Personen aufhalten können.“ 1796 hat auch Wilhelm von Humboldt den mächtigen Baum besichtigt.
Eine Reineberger Linde oder Dicke Linde gab es bis Anfang des 20. Jahrhunderts auch auf dem Reineberg im Reineberger Hagen.